# Bhandara

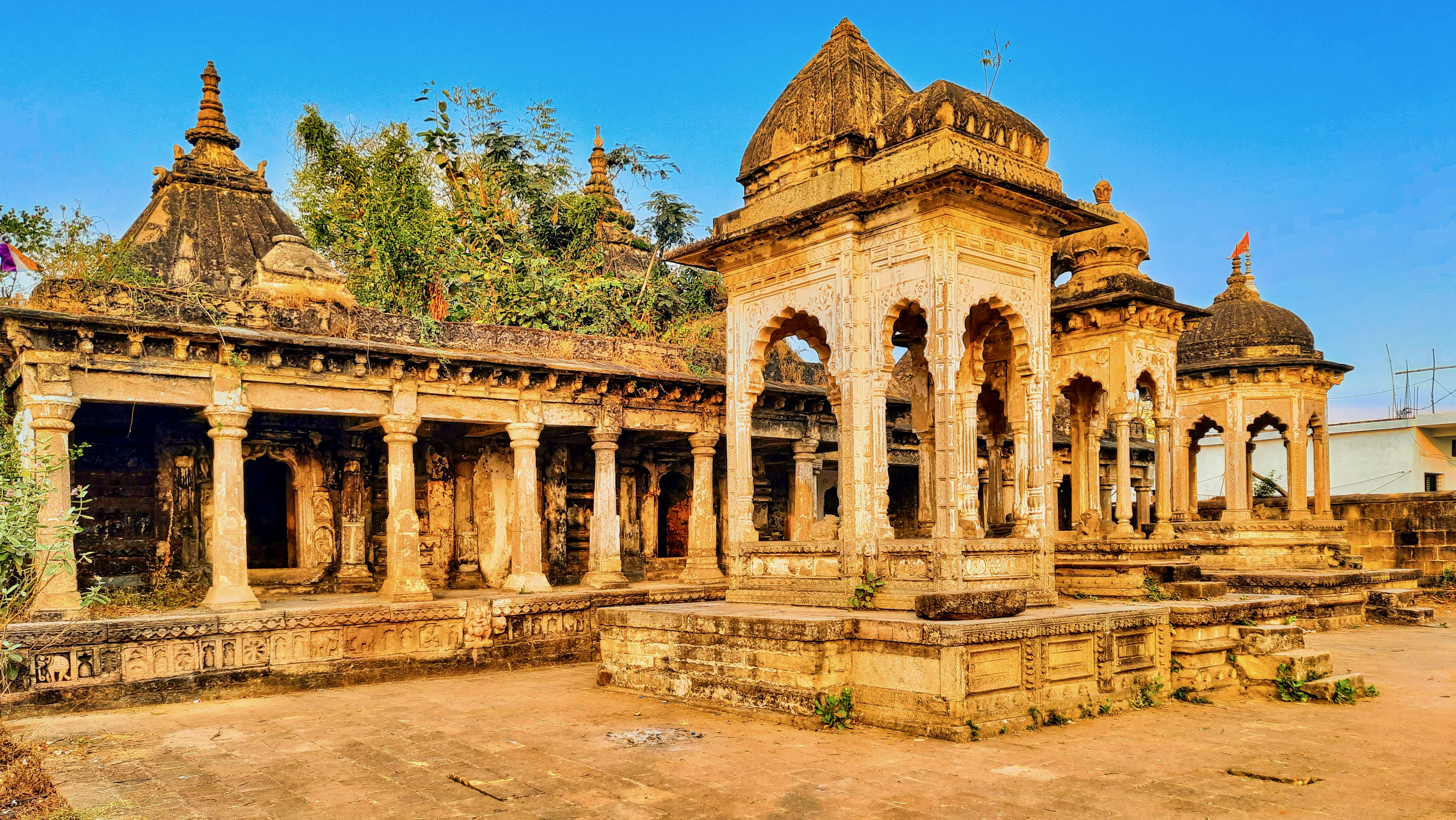
Der Shiva-Tempel und das Chhatris-Denkmal der Stadt Bhandara sind Ruinen aus dem Mittelalter, die während der Maratha-Ära zurückerobert wurden. Sie enthalten Kunstwerke aus der Zeit vor dem 12. Jahrhundert, wie die der tanzenden Saptamatrikas.

Bhandara (Marathi भंडारा Bhaṇḍārā) ist eine Stadt im indischen Bundesstaat Maharashtra.
Bhandara liegt 60 km östlich von Nagpur am Westufer der Wainganga. Die Stadt ist Verwaltungssitz des gleichnamigen Distrikts.
Bhandara besitzt als Stadt den Status eines Municipal Councils. Die Stadt ist in 32 Wards gegliedert. Beim Zensus 2011 hatte Bhandara 91.845 Einwohner.